# Arian Engebø
Arianrhod „Arian“ Engebø (* 1994) ist eine norwegische Journalistin und Moderatorin.

## Leben
Engebø wuchs im westnorwegischen Førde in der heutigen Kommune Sunnfjord auf. Ihre Mutter stammt aus Wales, ihr Vater aus Bergen. Engebø wuchs mit den Sprachen Walisisch, Englisch und Norwegisch auf. Sie verwendet die weniger weit verbreitete norwegische Standardvarietät Nynorsk.
Engebø studierte Journalistik an der Cardiff University, wo sie mit einem Bachelor abschloss. Während ihrer Zeit dort wirkte sie am Universitätsradio mit. Von 2017 bis 2018 war sie Nynorskpraktikantin beim norwegischen Rundfunk Norsk rikskringkasting (NRK). Sie begann für den Radiosender NRK P3 in Trondheim zu arbeiten. Im Jahr 2019 erhielt sie beim Sender mit Arian ihre eigene Radioshow. Im selben Jahr gewann sie beim Radiopreis Prix Radio die Newcomer-Auszeichnung „Årets unge radioprofil“. Bei NRK P3 wurde sie im Januar 2020 schließlich fest angestellt. Im Herbst 2020 wurde sie in der Kategorie „Radiomoderator des Jahres“ beim Radiopreis Prix Radio nominiert. Gemeinsam mit Nathan Kahungu begann sie im Januar 2021 die Radioshow StudioP3 zu moderieren.
Im Juni 2022 moderierte sie gemeinsam mit Nathan Kahungu das im Fernsehen übertragene VG-lista-Konzert vom Osloer Rathausplatz. Im Jahr 2023 moderierte sie mit Stian Thorbjørnsen den Melodi Grand Prix 2023.

## Auszeichnungen
Prix Radio
- 2019: „Årets unge radioprofil“[6]
- 2020: Nominierung in der Kategorie „Radiomoderator des Jahres“[7]